# Jan Neliba
Jan Neliba (* 5. September 1953 in Příbram, Tschechoslowakei) ist ein ehemaliger tschechoslowakischer Eishockeyspieler, der seit Anfang der 1990er Jahre als Eishockeytrainer arbeitet.

## Karriere

### Als Spieler in der Tschechoslowakei und Finnland
Jan Neliba begann seine Karriere in den Nachwuchsmannschaften von Sokol Obecnice. Im Alter von 16 Jahren wechselte er in den Nachwuchs von TJ Sokol Kladno, mit dessen Juniorenteam er 1970 und 1971 jeweils tschechoslowakischer Juniorenmeister wurde. Während der Saison 1972/73 debütierte er für die Herrenmannschaft von Kladno in der 1. Liga, der höchsten Spielklasse der ČSSR, als Rechtsverteidiger. Während seines Militärdienstes spielte er für den Armeesportklub ASD Dukla Jihlava und gewann mit diesem in der Saison 1973/194 die Meisterschaft der Tschechoslowakei. 1975 kehrte er zu seinem Heimatverein zurück und blieb diesem auch nach dem Abstieg in der Saison 1982/83 treu. Bis dahin hatte er mit SONP Kladno weitere vier Meistertitel gewonnen – 1976, 1977, 1978 und 1980. Insgesamt bestritt er für SONP Kladno 629 Spiele, in denen er 65 Tore erzielte, davon 30 1. Liga-Tore in 374 Partien.
Aufgrund seiner Erfolge erlaubte man Neliba 1984, ins westeuropäische Ausland zu wechseln. Dort spielte er zwei Jahre lang für Lukko Rauma in der SM-liiga sowie Vaasan Sport aus der I-divisioona und YJK aus der drittklassigen II-divisioona.

### International
Jan Neliba war Ende der 1980er fester Bestandteil der tschechoslowakischen Nationalmannschaft. Im Jahr 1980 vertrat er die Tschechoslowakei bei den Olympischen Winterspielen in Lake Placid. Zudem nahm er 1981 an der Weltmeisterschaft, bei der er die Bronzemedaille gewann, sowie dem Canada Cup teil. In insgesamt 59 Länderspielen für das Nationalteam erzielte er 4 Tore.

### Erfolgstrainer in Tschechien
Nach dem Ende seiner Spielerkarriere wurde Neliba Eishockeytrainer. Ab 1993 bildete er mit Zdeněk Müller ein Trainerduo bei seinem Heimatverein. In der ersten Spielzeit der Extraliga gewann Neliba mit dem HC Kladno die Hauptrunde und schloss die Saison auf dem dritten Platz ab. Dieser dritte Rang stellt bis heute (2014) die beste Platzierung für den Verein seit Gründung der Extraliga dar. Neliba und Müller trainierten den Verein bis zum Ende der Saison 1995/96, ehe Neliba vom HC Petra Vsetín als Cheftrainer verpflichtet wurde. Mit seinem neuen Verein gewann er 1997 und 1998 die tschechische Meisterschaft. Anschließend war er ein Jahr lang Trainer bei KalPa Kuopio in Finnland, ehe er als Assistenztrainer zum HC Petra Vsetín zurückkehrte. Mit Vsetín gewann er 2001 eine weitere tschechische Meisterschaft. Während der Saison 2003/04 wurde er vom HC České Budějovice abgeworben und als Cheftrainer verpflichtet, konnte aber den Abstieg in die zweite Spielklasse nicht verhindern. Anschließend kehrte er zum HC Vsetín zurück, wo er noch bis zum Ende der Saison 2004/05 als Co-Trainer arbeitete. Während der folgenden Spielzeit wurde er vom BK Mladá Boleslav aus der zweiten Spielklasse Tschechiens als Cheftrainer verpflichtet, aber während der Saison 2006/07 entlassen.

### Trainer in der Slowakei und 1. Liga
Im Januar 2007 wurde Neliba vom HK Nitra aus der slowakischen Extraliga als Cheftrainer unter Vertrag genommen und übte dieses Amt bis zum Ende der Saison 2007/08 aus. Anschließend war er zwei Jahre lang in der zweiten Spielklasse Tschechiens aktiv – zunächst beim HC Most, danach bei Orli Znojmo. In der Saison 2010/11 betreute er die Juniorenmannschaft des HC Slovan Ústečtí Lvi, die an der U20-Extraliga teilnahm. Anschließend wurde er Cheftrainer der U20-Junioren des HC Slovan Bratislava, ehe er Ende Januar 2012 zum Cheftrainer der Herren-Mannschaft befördert wurde (und den entlassenen Stefan Mikes ersetzte), mit der er am Ende der Saison die slowakische Meisterschaft gewann. Im Sommer 2012 wurde Slovan Bratislava in die KHL aufgenommen und mit Rostislav Čada ein neuer Cheftrainer verpflichtet. Im Oktober 2012 entließ der ungarische EBEL-Teilnehmer SAPA Fehervar AV19 seinen Cheftrainer Kevin Primeau und ersetzte ihn durch Jan Neliba. Am Saisonende einigte sich Neliba mit dem Club nach mäßigem sportlichen Ergebnissen jedoch auf eine Vertragsauflösung.
Wenige Wochen später wurde er als neuer Cheftrainer beim MsHK Žilina aus der slowakischen Extraliga vorgestellt, trat aber im Dezember 2013 von diesem Amt zurück. Nachdem sein Heimatverein, der inzwischen Rytíři Kladno hieß, aufgrund eines schlechten sportlichen Abschneidens sein Trainerteam entlassen hatte, wurde Neliba dort Mitte des gleichen Monats Assistenztrainer von Jiří Čelanský. Doch auch das neue Trainerteam konnte den Abstieg in die zweite Liga am Saisonende nicht verhindern.

## Erfolge und Auszeichnungen

### Als Spieler
- 1974 Tschechoslowakischer Meister mit ASD Dukla Jihlava
- 1976 Tschechoslowakischer Meister mit TJ Sokol Kladno
- 1977 Tschechoslowakischer Meister mit TJ Sokol Kladno
- 1977 Gewinn des Europapokals mit TJ Sokol Kladno
- 1978 Tschechoslowakischer Meister mit SONP Kladno
- 1980 Tschechoslowakischer Meister mit SONP Kladno
- 1981 Bronzemedaille bei der Weltmeisterschaft

### Als Trainer
- 1997 Tschechischer Meister mit dem HC Petra Vsetín
- 1998 Tschechischer Meister mit dem HC Petra Vsetín
- 2001 Tschechischer Meister mit dem HC Slovnaft Vsetín
- 2012 Slowakischer Meister mit dem HC Slovan Bratislava